# 팻 맥기건
팻 맥기건(Pat McGuigan, 1935년 ~ 1987년)는 아일랜드의 가수이다. 유로비전 송 콘테스트 1966에서 아일랜드 대표로 참가했다.